# Daheim in den Bergen – Schulter an Schulter
Schulter an Schulter ist ein deutscher Fernsehfilm von Markus Imboden aus dem Jahr 2024. Es handelt sich um den zwölften und vorerst letzten Teil der Heimatfilmreihe Daheim in den Bergen. Catherine Bode und Theresa Scholze verkörpern die Schwestern Marie und Lisa Huber, Thomas Unger und Matthi Faust das Brüderpaar Georg und Florian Leitner. Tragende Rollen sind mit Christoph M. Ohrt, Judith Toth und Nadja Sabersky besetzt. Die Erstausstrahlung fand am 17. Mai 2024 auf Das Erste im Rahmen der Reihe „Endlich Freitag im Ersten“ statt.

## Handlung
Marie Huber und Georg Leitner sind glücklich zusammen. Seit Georgs Nichte Mila tatkräftig auf der „Huber-Alpe“ hilft und Marie weniger MS-Schübe am Tag hat, können sie ihr Liebesglück und Familienleben mit Tochter Fritzi, die zur Eingewöhnung in den Kindergarten geht, in vollen Zügen genießen. Marie kümmert sich auch unter anderem um die Preisverhandlung für die Anlage einer neuen Hofmolkerei. Außerdem möchten sie und Georg der Familie Wenninger helfen, da ihr Bio-Hof die Zertifizierung zu verlieren droht. Als Hans Wenninger einen Herzinfarkt erleidet und stirbt, will sein Sohn Michael den Hof nicht weiterführen, weil er für sich andere Ziele in seinem Leben sieht. Damit steht alles auf dem Spiel, wofür die Familie bisher gekämpft hat. Letztlich entscheidet sich Helga Wenninger dafür, den Hof entgegen aller Widrigkeiten fortzuführen, dabei will ihr nicht nur Georg helfen, sondern auch die anderen Bauern der Umgebung halten fest zusammen und stehen Schulter an Schulter für ihre regionale Landwirtschaft ein. 
Für Lisa, der ihr Lebensplan mit der Führung des Hotel „Walser“ gerade auf der Kippe steht, beginnt eine turbulente Zeit. Sören Hartmann, der neue Hotelbesitzer, ist zwar der Meinung, dass Lisa weiterhin das Hotels führen soll, weil er von ihren Qualitäten als Geschäftsfrau überzeugt ist, aber Lisa möchte ihr „eigener Herr“ sein. Zudem ist sie der Überzeugung, dass sie und Sören sich schon zu nahe gekommen sind, als dass sie neutral miteinander umgehen könnten. Zudem will sie nicht ihre Zukunft mit Florian ruinieren. Sören, der das Hotel nur mit Lisa als Geschäftsführerin weiterführen will, ist sogar bereit, es an Lisa zu verkaufen. Sie ist geschmeichelt, kann sich aber nicht vorstellen, wie sie das finanziell bewältigen soll. Florian würde seiner großen Liebe ihren Lebenstraum zu gern erfüllen und fragt seinen Bruder Georg, der nach reichlicher Überlegung bereit ist, ihm das Geld dafür zu geben. Lisa ist überglücklich Florian als neuen Investor für den Walserhof zu sehen. Zu allem Überfluss lässt sie sich jedoch auf eine heimliche Affäre mit Sören ein.

## Hintergrund
Die Dreharbeiten zum finalen zwölften Film der ARD-Heimatfilmreihe fanden zeitgleich mit dem vorhergehenden Film Wunsch und Wirklichkeit vom 24. Mai 2022 bis zum 23. Juli 2022 statt und erfolgten in Immenstadt, Oberstaufen, Kempten, Weitnau und Umgebung.
In einer Nebenrolle ist der Kabarettist Wolfgang Berger als Getränkelieferant zu sehen.

## Rezeption

### Einschaltquoten
Bei der Erstausstrahlung von Daheim in den Bergen – Schulter an Schulter am 10. Mai 2024 verfolgten in Deutschland insgesamt 2,53 Millionen Zuschauer die Filmhandlung, was einem Marktanteil von 10,8 Prozent für Das Erste entsprach. In der als Hauptzielgruppe für Fernsehwerbung deklarierten Altersgruppe von 14–49 Jahren erreichte Daheim in den Bergen – Schulter an Schulter laut AGF Videoforschung 0,22 Zuschauer und holte damit einen Marktanteil von 5,0 Prozent in dieser Altersgruppe.

### Kritiken
Oliver Armknecht von film-rezensionen.de meinte, der Film „setzt das Liebeschaos der vergangenen Woche fort, wenn eine Beziehung an einer Liebelei zu scheitern droht. Interessanter ist der zweite Strang um einen Hof in der Krise, wenn dabei ganz allgemein Probleme in der Landwirtschaft angesprochen werden.“ „An diesen Stellen greift der Film Themen auf, welche gerade die Landwirtschaft beschäftigen. Dass diese in der Krise steckt, ist kein Geheimnis. […] Die längeren teils gewalttätigen Protestaktionen der hiesigen Landwirte hat die Probleme auch noch einmal ins Bewusstsein gerückt. Insofern ist Daheim in den Bergen: Schulter an Schulter etwas ungeplant ein sehr aktueller Film geworden, der grundsätzliche Fragen zu diesem Bereich stellt.“ „Richtig viel Tiefgang sollte man aber natürlich nicht erwarten. Die Reihe kann und will kein anspruchsvolles Sozialdrama sein. Schließlich läuft sie Freitagabend im Ersten, wo sonst bevorzugt leichtere Kost gezeigt wird.“
Die Kritiker der Fernsehzeitschrift TV Spielfilm kamen zu dem Urteil: „Mit dieser 12. Episode endet die Reihe nach sechs Jahren. Wohlwollend nehmen wir zur Kenntnis, dass die Allgäu-Saga nicht in einem lupenreinen Happy End mündet, sondern vieles offen lässt.“